# Cinișeuți
Cinișeuți è un comune della Moldavia situato nel distretto di Rezina di 2.734 abitanti al censimento del 2004